# Nokia 5500
Le Nokia 5500 Sport Phone est un petit téléphone sous Symbian OS lancé par Nokia en 2006. Il utilise la version 9.1 de Symbian et la version 3 de la série 60 de Nokia. Il n'est pas compatible avec les versions de logiciels créés pour les anciennes versions de Symbian.
En plus des Contacts, Messagerie, Calendrier et Galerie, le modèle inclut un lecteur de documents et un lecteur de documents PDF.
Étant un téléphone sportif, il inclut un podomètre, un bouton de switch rapide entre les fonctions, une coque résistante aux chocs et aux éclaboussures, une possibilité de dicter les SMS reçus, une application de programmes sportifs, un lecteur de fichiers multimédias et un appareil photo de 2 mégapixels avec un zoom 4x.
Successeur du Nokia 5140, il a été remplacé par le Nokia 3720 classic.

## Nokia 5500 Sport XpressMusic
Le Nokia 5500 Sport XpressMusic est une variante du téléphone qui inclut seulement une carte mémoire avec une mémoire supérieure et une paire d'écouteurs par rapport à la version classique.